# 银号镇
银号镇，是中华人民共和国内蒙古自治区包头市固阳县下辖的一个乡镇级行政单位。

## 行政区划
银号镇下辖以下地区：
德成永村、东元永村、大营子村、碾房村、银号村、水泉村、马二分子村、小吾图村、西营子村、团结村、圪臭村、大口口村、麻池村、大庙村、腮林村、长发城村和高家村。